# بنی زید (استان سکیکده)
بنی زید (استان سکیکده) (به عربی: بنی زید) یک شهرداری در الجزایر است که در استان سکیکده واقع شده‌است.